# Deinikon
Deinikon ist ein Dorf in der Schweizer Gemeinde Baar, bestehend aus mehreren Höfen.
Deinikon liegt 1,7 km nordöstlich des Bahnhofs Baar auf 425 m ü. M. Im Norden liegt der Weiler Bofeld und die Autobahn A14, im Osten die Baarburg. Der Littibach fliesst durch Deinikon und in Chlingen weiter westlich in die Lorze. Die Gegend ist landwirtschaftlich geprägt, es wird hauptsächlich Obst- und Ackerbau betrieben. 